# Młody Sherlock Holmes (film 1924)
Młody Sherlock Holmes – amerykański niemy film komediowy z 1924 roku.

## Fabuła
Dwaj mężczyźni walczą o względy dziewczyny. Jeden z nich (czarny charakter) dokonuje kradzieży zegarka należącego do jej ojca i oskarża o to bohatera pozytywnego, który jest operatorem projektora w kinie. Wkrótce podczas pracy operator zasypia i śni, że jest Sherlockiem Holmesem.

## Główne role
- Buster Keaton – Sherlock, Jr.
- Ward Crane – czarny charakter
- Kathryn McGuire – dziewczyna
- Jane Connelly – matka dziewczyny
- Joe Keaton – ojciec dziewczyny
- Erwin Connelly – kamerdyner
- Ruth Holly – kobieta ze sklepu ze słodyczami
- Doris Deane – dziewczyna koło kina